# Platysenta albipuncta
Platysenta albipuncta là một loài bướm đêm trong họ Noctuidae.